# Oh My Love
"Oh My Love" är en låt från 1971 som är skriven och framförd av John Lennon från hans album Imagine. George Harrison bidrar med gitarrspel på denna låt. Låten skrevs ursprungligen 1968 till The Beatles ("The White Album") och finns demoinspelad. Många artister har gjort cover på låten, däribland: Cilla Black och Jackson Browne.